# Abschied vom Tal
Abschied vom Tal ist der Bildtitel eines Gemäldes von Moritz von Schwind. Das Gemälde gehört zum Bestand der Sammlung Schack in München.

## Geschichte
Schwind malte das Bild um 1846. Der Sammler Adolf Friedrich von Schack erwarb das Gemälde 1869 von Schwind für seine Sammlung.

## Beschreibung
Das Gemälde hat eine Höhe von 36,6 cm und eine Breite von 23,4 cm. Es ist mit Ölfarbe auf Leinwand gemalt.
Es greift das Thema Abschied und Wanderschaft auf, das in der Literatur und der Malerei der Romantik eine besondere Bedeutung besaß. Ein Reiter reitet auf seinem Pferd durch einen Hohlweg aus einem Tal heraus. Auf der Höhe wendet er sich um und blickt in das Tal zurück, in dem im Dämmerschein schemenhaft die Silhouette einer Stadt zu erkennen ist. Der Blick zurück deutet darauf hin, dass jeder Aufbruch in das Neue den Verlust des Vertrauten mit sich bringt.